# Toxicity (singel)
Toxicity – singel amerykańskiej grupy System of a Down, wydany w roku 2002. Pochodzi on z płyty Toxicity wydanej w 2001 roku.
Twórcami słów do utworu są Malakian/Odadjian/Tankian. Teledysk do piosenki został wyreżyserowany przez grającego na gitarze basowej Shavo Odadjiana. Został on nakręcony w Los Angeles, przedstawia ludzi żyjących na ulicy, całość wyświetlana jest na torsach członków zespołu tak jakby umieszczone tam były wyświetlacze. Malakian nosi przez większą część trwania wideoklipu sweter grupy hokejowej Los Angeles Kings, ze swoim nazwiskiem na plecach.
Utwór ten nie osiągnął nigdy takiego sukcesu jak „Chop Suey!” czy „B.Y.O.B.”, jednak jest i tak według fanów grupy jest jedną z najbardziej popularnych piosenek zespołu System of a Down. Osiągnęła ona miejsce #14 na liście 40 Greatest Metal Songs stacji VH1.
Podczas występu na Download Festival w roku 2005, Daron Malakian stwierdził, że piosenka traktuje o ADHD.

## Lista utworów
- Twórcą wszystkich tekstów jest Serj Tankian, muzyka skomponowana została przez Darona Malakiana, z oznaczonymi wyjątkami.

### Toxicity (maxisingle)
1. „Toxicity” (Lyrics: Tankian, Music: Odadjian/Malakian)
2. „X” (Live)
3. „Suggestions” (Live)
4. „Marmalade”
5. „Toxicity” (Video) (Lyrics: Tankian, Music: Odadjian/Malakian)

### Toxicity (Australian Tour)
1. „Toxicity” (Lyrics: Tankian, Music: Odadjian/Malakian)
2. „X” (Live)
3. „Suggestions”
4. „Sugar” (Video Version) (Lyrics: Tankian, Music: Odadjian/Malakian)

### Toxicity (UK Import)

#### CD1
1. „Toxicity” (Lyrics: Tankian, Music: Odadjian/Malakian)
2. „X” (Live)
3. „Suggestions” (Live)

#### CD2
1. „Toxicity” (Lyrics: Tankian, Music: Odadjian/Malakian)
2. „Marmalade”
3. „The Metro” (John Crawford)

### Toxicity (7" Single)
1. „Toxicity” (Lyrics: Tankian, Music: Odadjian/Malakian)
2. „X”
3. „Suggestions” (Live)
4. „Marmalade”
5. „The Metro” (John Crawford)
6. „Störagéd”
7. „Toxicity”[potrzebny przypis] (Lyrics: Tankian, Music: Odadjian/Malakian)

### Toxicity (7" LE Single)
1. „Toxicity” (Lyrics: Tankian, Music: Odadjian/Malakian)
2. „Störagéd”

### Toxicity (Promo Single)
1. „Toxicity” (Lyrics: Tankian, Music: Odadjian/Malakian)
2. „Prison Song” (Lyrics: Tankian/Malakian, Music: Malakian)
3. „X”